# Catalogue de Load Records
 (décembre 2018).
Si vous disposez d'ouvrages ou d'articles de référence ou si vous connaissez des sites web de qualité traitant du thème abordé ici, merci de compléter l'article en donnant les références utiles à sa vérifiabilité et en les liant à la section « Notes et références ».
Cet article présente le catalogue complet du label indépendant de Providence (Rhode Island) Load Records, spécialisé dans le rock expérimental et bruitiste.
| Année | N°  | Artiste                                | Titre | Collaborations           |
| ----- | --- | -------------------------------------- | --- | ------------------------ |
| 1993  | 1   | Boss Fuel                              | Just Like Everybody Else Would / Bender                                                                       |                          |
| 1993  | 2   | Von Ryan Express                       | Up on the Block                                                                                               |                          |
| 1994  | 3   | Boss Fuel                              | The Ride / Rumble Mambo                                                                                       |                          |
| 1994  | 4   | Golden Touch                           | Hits the Sweet Spot                                                                                           |                          |
| 1995  | 5   | Pistolwhip                             | Devil Deep / Seeing Red                                                                                       |                          |
| 1995  | 6   | Thee Hydrogen Terrors                  | The Erotic Adventures of Thee Hydrogen Terrors                                                                |                          |
| 1996  | 7   | The Scissor Girls                      | So that You can Start to See what S-T-A-T-I-C-L-A-N-D                                                         |                          |
| 1996  | 8   | Six Finger Satellite                   | Clone Theory                                                                                                  |                          |
| 1996  | 9   | various artists                        | Repopulation Program                                                                                          |                          |
|       | 10  | –                                      | – |                          |
|       | 11  | –                                      | – |                          |
| 1997  | 12  | Lightning Bolt / Forcefield            | split |                          |
| 1997  | 13  | John Von Ryan                          | Organs vs. Furniture                                                                                          |                          |
| 1997  | 14  | Gerty Farish                           | Bulks Up[1]                                                                                                   |                          |
| 1997  | 15  | Olneyville Sound System                | Because We're All In It Together                                                                              |                          |
|       | 16  | –                                      | – |                          |
| 1998  | 17  | Astoveboat                             | New Bedford                                                                                                   |                          |
| 1998  | 18  | Landed                                 | Dairy 4 Dinner                                                                                                |                          |
|       | 19  |                                        | |                          |
| 2000  | 20  | Men's Recovery Project                 | Bolides over Basra                                                                                            |                          |
|       | 21  | –                                      | – |                          |
| 1999  | 22  | Brainbombs                             | Urge to Kill                                                                                                  |                          |
| 1998  | 23  | Arab On Radar                          | Swimming with a Hard-On                                                                                       |                          |
| 1998  | 24  | Pleasurehorse                          | Dropdead Deconstructed                                                                                        | Over the Counter Records |
| 1999  | 25  | various artists                        | You're Soaking in It                                                                                          |                          |
| 1999  | 26  | Lightning Bolt                         | Lightning Bolt                                                                                                |                          |
| 1999  | 27  | Brainbombs                             | Singles Compilation                                                                                           |                          |
|       | 28  | –                                      | – |                          |
| 2000  | 29  | Lightning Bolt                         | Conan |                          |
| 2000  | 30  | Mystery Brinkman / Pleasurehorse       | split |                          |
| 2001  | 31  | Lightning Bolt                         | Ride the Skies                                                                                                |                          |
| 2003  | 32  | Hawd Gankstuh Rappuhs MC's (Wid Ghatz) | Wake Up and Smell the Piss                                                                                    |                          |
| 2001  | 33  | Vaz                                    | Demonstrations in Micronesia                                                                                  |                          |
| 2001  | 34  | Brainbombs                             | Cheap |                          |
| 2002  | 35  | Sightings                              | Sightings |                          |
| 2002  | 36  | Pink and Brown / Death Drug            | split |                          |
| 2002  | 37  | Olneyville Sound System                | What is True, What is False                                                                                   |                          |
| 2003  | 38  | Forcefield                             | Roggaboggas                                                                                                   |                          |
| 2003  | 39  | Pleasurehorse                          | Bareskinrug                                                                                                   |                          |
| 2003  | 40  | Lightning Bolt                         | The Power of Salad                                                                                            |                          |
| 2003  | 41  | Lightning Bolt                         | Wonderful Rainbow                                                                                             |                          |
| 2003  | 42  | Neon Hunk                              | Smarmymob |                          |
|       | 43  | –                                      | – |                          |
| 2003  | 44  | Noxagt                                 | Turning it Down Since 2001                                                                                    |                          |
| 2003  | 45  | Pink and Brown                         | Shame Fantasy II                                                                                              |                          |
| 2003  | 46  | Friends Forever                        | Killball |                          |
| 2003  | 47  | Viki / Hair Police                     | split |                          |
| 2003  | 48  | Sightings                              | Absolutes |                          |
| 2003  | 49  | Khanate                                | No Joy (Remix)                                                                                                |                          |
| 2004  | 50  | various artists                        | Pick a Winner                                                                                                 |                          |
| 2003  | 51  | Vincebus Eruptum                       | Vincebus Eruptum                                                                                              |                          |
| 2003  | 52  | Mr. California and the State Police    | Audio Hallucinations                                                                                          |                          |
| 2003  | 53  | Kites                                  | Royal Paint with the Metallic Gardener from the United States Helped into an Open Field by Women and Children |                          |
| 2003  | 54  | Total Shutdown                         | The Album | Tigerbeat6               |
| 2003  | 55  | Khanate                                | Things Viral                                                                                                  | Southern Lord Records    |
| 2003  | 56  | USAISAMONSTER                          | Tasheyana Compost                                                                                             |                          |
| 2004  | 57  | Noxagt                                 | The Iron Point                                                                                                |                          |
| 2004  | 58  | Necronomitron                          | Necronomitron                                                                                                 |                          |
| 2005  | 59  | Mindflayer                             | It's Always 1999                                                                                              | Ooo Mau Mau Records      |
| 2004  | 60  | Metalux                                | Waiting for Armadillo                                                                                         |                          |
| 2004  | 61  | Nautical Almanac                       | Rooting for the Microbes                                                                                      |                          |
| 2004  | 62  | Kites / Prurient                       | split |                          |
| 2004  | 63  | Fat Day                                | Unf! Unf! |                          |
| 2004  | 64  | Burmese                                | Men |                          |
| 2004  | 65  | Sightings                              | Arrived in Gold                                                                                               |                          |
| 2005  | 66  | The White Mice                         | ASSPhIXXXEATEASHUN                                                                                            |                          |
| 2005  | 67  | Coughs                                 | Fright Makes Right                                                                                            |                          |
| 2005  | 68  | Excepter                               | Throne |                          |
| 2006  | 69  | Noxagt                                 | Noxagt |                          |
| 2005  | 70  | Ultralyd                               | Chromosome Gun                                                                                                |                          |
| 2005  | 71  | Hospitals                              | I've Visited the Islands of Jocks and Jazz                                                                    |                          |
| 2005  | 72  | Prurient                               | Black Vase |                          |
| 2006  | 73  | Vampire Can't                          | Key Cutter |                          |
| 2006  | 74  | Fat Worm of Error                      | Pregnant Babies Pregnant with Pregnant Babies                                                                 |                          |
| 2005  | 75  | Men's Recovery Project                 | The Very Best of Men's Recovery Project                                                                       | 5 Rue Christine          |
| 2005  | 76  | USAISAMONSTER                          | Wohaw |                          |
|       | 77  | –                                      | – |                          |
| 2005  | 78  | Lightning Bolt                         | Hypermagic Mountain                                                                                           |                          |
| 2006  | 79  | Impractical Cockpit                    | To be Treated                                                                                                 |                          |
| 2006  | 80  | Wizardzz                               | Hidden City of Taurmond                                                                                       |                          |
| 2005  | 81  | Kites                                  | Peace Trials                                                                                                  |                          |
| 2006  | 82  | Metalux / John Wiese                   | Exoteric |                          |
|       | 83  | –                                      | – |                          |
| 2006  | 84  | USAISAMONSTER                          | Sunset at the End of the Industrial Age                                                                       |                          |
|       | 85  | –                                      | – |                          |
| 2006  | 86  | Diskaholics                            | Live in Japan, v.1                                                                                            |                          |
| 2006  | 87  | various artists                        | Fun From None: Live at the No Fun Fest 2004 - 2005                                                            |                          |
| 2006  | 88  | Coughs                                 | Secret Passage                                                                                                |                          |
| 2006  | 89  | Barkley's Barnyard Critters            | Mystery Tail                                                                                                  |                          |
| 2006  | 90  | Yellow Swans                           | Psychic Secession                                                                                             |                          |
| 2006  | 91  | Ovo                                    | Miastenia |                          |
|       | 92  | –                                      | – |                          |
| 2006  | 93  | Landed                                 | Times I Despise                                                                                               |                          |
| 2006  | 94  | Gang Wizard                            | Byzantine Headache                                                                                            |                          |
| 2006  | 95  | Paper Rad                              | Trash Talking                                                                                                 |                          |
| 2007  | 96  | Yellow Swans                           | At All Ends                                                                                                   |                          |
| 2007  | 97  | Justice Yeldham                        | Live in School                                                                                                |                          |
|       | 98  | –                                      | – |                          |
| 2007  | 99  | The White Mice                         | BLasssTPhlEgMEICE                                                                                             |                          |
|       | 100 | –                                      | – |                          |
| 2006  | 101 | Prurient                               | Pleasure Ground                                                                                               |                          |
|       | 102 | –                                      | – |                          |
| 2007  | 103 | Mouthus                                | Saw a Halo |                          |
| 2007  | 104 | Silver Daggers                         | New High & Ord                                                                                                |                          |
| 2007  | 105 | Hetero Skeleton                        | En La Sombre Del Pejaro Velludo                                                                               |                          |
| 2007  | 106 | Air Conditioning                       | Dead Rails |                          |
| 2007  | 107 | Sword Heaven                           | Entrance |                          |
| 2007  | 108 | Monotract                              | Trueno Oscuro                                                                                                 |                          |
| 2007  | 109 | Clockcleaner                           | Babylon Rules                                                                                                 |                          |
|       | 110 | –                                      | – |                          |
| 2007  | 111 | Andrew W.K.                            | Close Calls with Brick Walls                                                                                  | Universal Records        |
|       | 112 | –                                      | – |                          |
| 2007  | 113 | Kites                                  | Hallucination Guillotine / Final Worship                                                                      |                          |
|       | 114 | –                                      | – |                          |
| 2007  | 115 | Landed                                 | How Little Will it Take                                                                                       |                          |
|       | 116 | –                                      | – |                          |
|       | 117 | –                                      | – |                          |
|       | 118 | –                                      | – |                          |
| 2007  | 119 | Sightings                              | Through the Panama                                                                                            | Ecstatic Peace![2]       |
"–" indique des numéros non attribués dans le catalogue.

## Source
1. ↑  Bulks Up by Gerty Farish at Audio Lunchbox
2. ↑  Cleveland - Music - Sightings

- (en) Cet article est partiellement ou en totalité issu de l’article de Wikipédia en anglais intitulé « Load Records discography » (voir la liste des auteurs).